# Profess
Profess kallas det högtidliga avläggandet av de löften, varigenom en man eller kvinna efter en prövotid (se novis) definitivt inträder i ett kloster eller en orden.
Man skiljer mellan timliga löften, som gäller en begränsad tid och så kallade eviga, det vill säga livslånga löften. De senare brukar avläggas ett antal år sedan de timliga löftena givits.